# 西島洋介
西島 洋介（にしじま ようすけ、1973年5月15日 - ）は、日本の男性元プロボクサー、元総合格闘家、元キックボクサー。東京都出身。AK所属。第8代WBF世界クルーザー級王者。第6代OPBF東洋太平洋クルーザー級王者。身長180cm。リーチ185cm。

## 来歴
東京都板橋区生まれ。小学校時は広島市西区井口育ち。少年野球チームに在籍した。埼玉県を経て東京に戻り、小松原高等学校時代は野球部に在籍。通学路にてオサムジムの渡辺治会長からの直接スカウトを受け、同ジムに入門。渡辺治会長は「日本人ヘビー級チャンピオンを育てる」ことを目標として掲げており、その目に留まる形になった。しかし、現実には「見ず知らずの人に、路上で突然『君はヘビー級チャンピオンになれる』と声をかけられた」という。野球部は退部した。

### プロボクサー
高校卒業直後の1992年3月、プロデビュー。リングネームは「西島洋介山」。渡辺会長が「山のように大きな男になれ」という意味を込めて命名した。
デビュー後、間もなく、「日本国内唯一のヘビー級選手」として注目を集めるようになるが、対戦相手が国内にはいなかったため、海外から対戦相手を日本に招聘したり、アメリカに渡り試合を行うなどした。デビュー間もない時期に、後楽園ホール・ガッツファイティングでミドル級日本王者の竹原慎二とエキシビションで戦うも、完膚なきまでに倒された。
4戦連続KO勝ち後の1993年10月、ラスベガスにてケニー・ミリガン（米国）に4回判定負け。5戦目にしてプロ初黒星を喫した。
1995年2月19日、11戦目で初のタイトル戦。アメリカにてジョン・カイザー（米国）とNABOクルーザー級王座決定戦を行い、12回判定勝ち。王座奪取に成功するがNABOはJBC未公認のため、JBCからは正式な王者として認定を受けることはできなかった。
1996年10月5日、京都でピーター・キンセラ（オーストラリア）とOPBF東洋太平洋クルーザー級王座決定を行い、3回KOに降し、初のJBC認定王者となった。
1997年7月11日、ラスベガスでブライアン・ラスパダ（米国）とWBF世界クルーザー級王座決定戦を行い、12回判定に降し、マイナー団体ではあるが世界王座獲得を果たした。なお、WBFはやはりJBC未公認のため国内では正式な世界王者として認定は受けられなかった。
その後、JBCからWBF王座を返上するよう要求を受ける。本人は拒否したが、ジム側は承諾して返上した。そのことに反発して同年11月、所属するオサムジムを離れ、JBCに対して自ら「引退」を通告した。翌1998年、米国に拠点を移し、リングネームも本名の「西島洋介」に改めた。（詳細は後述）
同年3月、米国・カリフォルニア州カーソンで試合を行ったことに伴い、JBCから無期限のライセンス停止処分を科された。結局、この年はこの1試合しか行えなかった。
1999年、3月に1年ぶりの試合を行った後、同年9月までさらに3試合を行った。しかし、その後は再び長期間のブランクに突入し、2年余りも試合から遠ざかった。
2001年11月、2年ぶりの試合。6回戦からの出直しとなったが、引き分けに終わった。その後、2002年3月に1試合を行った後、また1年余り試合から遠ざかった。
2003年7月、カリフォルニア州クルーザー級王座決定戦に出場するが、2回TKO負け。この試合を最後にプロボクサーを引退。

### 総合格闘家
2005年6月、総合格闘技に転向し、PRIDE参戦を正式表明。
2006年1月、新リングネームが「陽海山」に決定したが、以前所属したオサムジムからクレームを受けたため、本名の「西島洋介」に戻した。
2006年2月26日、PRIDE.31でマーク・ハントと対戦。元K-1王者のハントを挑発する発言もあったが、3RTKO負け。西島の細かいジャブが連続でヒットする場面があり、ハードパンチャーを相手に被弾しながらも粘り強さを見せたことから試合は盛り上がった。PRIDEデビュー戦でありながら、メインイベントでの試合となった。
2006年5月5日、PRIDE無差別級グランプリに参加。1回戦で吉田秀彦と対戦。試合前は「柔道よりボクシングの方が強い。組み付く前にKO出来るから。」と挑発。1R開始後、打撃では両者とも有効打はないまま、テイクダウンされ三角絞めで負けを喫した。
2006年9月10日、PRIDEでエヴァンゲリスタ・サイボーグと対戦、試合前は「サイボーグのような選手にはカウンターが楽に入る。寝かされてもすぐ立ち上がる。」と挑発。試合ではスタンドでもいい所なく、サイボーグのパウンド連打の後、西島が耐え切れず後ろ向きになったところをバックマウントを許しスリーパーホールドにて1R一本負け。
2006年10月21日、PRIDE.32でフィル・バローニと対戦。開始早々テイクダウンをとられチキンウィングアームロックで1R見込み一本負け。
2007年12月31日、K-1 PREMIUM 2007 Dynamite!!でメルヴィン・マヌーフとHERO'Sルールで対戦。試合前はマヌーフの打撃を「アマチュアレベル」「早い時間で終わらせる」と挑発。試合内容は最初の攻撃は何発かかわしたが、その後左右フックの連打を被弾し、テイクダウンをとられて最後はマウントパンチの連打で1R失神KO負け。
2009年7月17日、K-1と契約し、8月11日にピーター・アーツと復帰戦を行うことが発表された。2007年大晦日以後はトラック運転手に転職していたという。8月11日、K-1 WORLD GP 2009 IN TOKYOのスーパーファイトでピーター・アーツと対戦。この試合は西島のリングシューズ着用（使用する側は蹴りの攻撃が禁止になる）が認められた特別ルールでの試合となった。序盤は時折パンチを当てるもののローキックを受け続け失速し、3Rに3度のダウンを奪われKO負け。敗れはしたものの、谷川貞治イベントプロデューサーは「格闘技が人に勇気を与えることを体現していました。ボクシングでは勝てないと思うので、K-1を覚えてほしいです。」「次は大晦日でしょうね。」と好評価であった。
2009年12月31日、Dynamite!! 〜勇気のチカラ2009〜にてレイ・セフォーと対戦。この試合も前回同様、西島のリングシューズ着用（使用する側は蹴りの攻撃が禁止になる）が認められた試合となった。試合は西島がパンチでダウンを奪われ判定負け。
2013年11月17日、熊本県の益城町総合体育館にて開催されたLEGEND4にてボブ・サップとの引退試合を行い、1R KO勝ちにて有終の美を飾る。この試合は有吉ジャポンの番組内にて地上波録画中継された。
2021年6月26日、全日本プロレス大田区体育館大会にてヨシタツとの異種格闘技戦に臨み、3ラウンドレフェリーストップで敗北。
2021年12月16日、西島はJBCからライセンス無期停止処分中であったが、メルパルクホール大阪にて行われた亀田興毅主催のボクシング興行3150FIGHT vol.1にて、JBC管轄外のスペシャルマッチとして、ヘッドギアなし、12オンスグローブ使用、3分4ラウンド、判定なしのルールで但馬ミツロとエキシビションで対戦し、2回TKO負けを喫した。
2022年9月24日、愛媛県四国中央市でプロレスラーの将軍岡本とキックボクシングルールで対戦。4回に岡本の強烈な左フックでダウンすると西島は後頭部を打って動かなくなりTKO負けとなった。試合後、西島は病院に救急搬送され、急性硬膜下血腫と診断された。出血が続くようであれば開頭手術の必要もあったが、出血は止まり、開頭手術は回避され、集中治療室で治療を受けた。
2012年時点ではジェイ・エス・エスで警備員として勤務し、2019年からはスポーツバーを経営している。

## 人物
日本人として初めてWBF世界クルーザー級王座を獲得した（ただしWBFはマイナー団体であり、メジャー4団体ではないので日本ボクシングコミッションでは非公認扱い）。その後、米国カリフォルニア州のクルーザー級タイトル挑戦にまで上り詰めたが、結果は2回TKO負け。日本ではライトヘビー級・クルーザー級・ヘビー級は競技人口がほとんどいない中、長きに渡り日本クルーザー級のパイオニアとして活躍していた。
以前のリングネームは西島 洋介山（にしじま ようすけざん）。日本の所属ジムとの軋轢や2度の手術などによりなかなか試合が組めず長期のブランクを作る。洋介山時代は必殺技（フィニッシュ・ブロー）に「宇宙パンチ」「手裏剣パンチ」などを持ち、水色の地下足袋リングシューズなどの特異なキャラクターでも人気を博した。
メジャータイトルでもあるWBCで最高クルーザー級6位にランクインされたことがあり、以前テレビで特集が組まれた時も、アメリカのトレーナーから「ライトヘビー級なら、結構良い所までいけるのではないか」と言われていた。しかし、上述の通り、2003年に、米国カリフォルニア州王者に2RKOで敗北したため、ボクシングを諦め引退した。以降は、総合格闘技に転向し、PRIDEなどに参戦した。

### オサムジムとの契約
オサムジムとの契約のねじれから、1997年11月18日に絶縁状を提出。また1998年度のJBCライセンスを更新せずに、JBCおよびジムに引退届けを出し、同年3月19日、カリフォルニア州でライセンスを取得しそれまでの西島洋介山からリングネームを西島洋介に変え試合を行ったため、ジムが3年ごとに自動更新されていたマネージメント権を主張しこれをJBCも支持しライセンス取得停止処分が下された。これにより西島は日本国内で試合を行うことができなくなった。前述試合後、カリフォルニア州のコミッションに対しJBCは西島の試合を許可しないよう要請する文書を送付。しかし同州は、マネージメント権の無効を主張し、ライセンス停止を行わなかった。
このねじれは、1997年にJBC未公認のWBF世界クルーザー級王座を返上するようJBCが指示し、返上しなければ国内での試合を認めずライセンスを剥奪すると発表、これに対し西島は拒否したがジム側が無断で返上を申し出たことが一因である。また、米国での活動を希望して、1997年12月20日に北九州市で予定されていた東洋太平洋タイトルのアイトニング・ルペとの防衛戦出場を拒否し、そのためタイトルを剥奪されたことなども、契約関係の問題から派生した。
この当時活動を再開した、JBCとは別に存在した国内コミッションであるIBF日本からのスカウトもあったが、上記のように米国での活動希望に加え、IBF日本に参加した者はJBCから永久追放処分が科されていたため、JBCとの将来的な和解を希望していた西島は断った。

## 戦績

### ボクシング
| プロボクシング 戦績 | プロボクシング 戦績 | プロボクシング 戦績 | プロボクシング 戦績 | プロボクシング 戦績 | プロボクシング 戦績 | プロボクシング 戦績 |
| ------------------- | ------------------- | ------------------- | ------------------- | ------------------- | ------------------- | ------------------- |
| 27 試合             | (T)KO               | 判定                | その他              | 引き分け            | 無効試合            |                     |
| 24 勝               | 15                  | 9                   | 0                   | 1                   | 0                   |                     |
| 2 敗                | 1                   | 1                   | 0                   | 1                   | 0                   |                     |

| 戦           | 日付           | 勝敗 | 時間 | 内容 | 対戦相手                 | 国籍           | 備考                                   |
| ------------ | -------------- | ---- | ---- | ---- | ------------------------ | -------------- | -------------------------------------- |
| 1            | 1992年3月26日  | ☆    | 3R   | KO   | ローン・スミス           | アメリカ       | プロデビュー戦                         |
| 2            | 1992年10月29日 | ☆    | 4R   | KO   | パブリック彰彦           | 日本           |                                        |
| 3            | 1993年3月18日  | ☆    | 5R   | KO   | ティミー・トーマス       | アメリカ       |                                        |
| 4            | 1993年8月3日   | ☆    | 3R   | KO   | デレック・エドワード     | アメリカ       |                                        |
| 5            | 1993年10月5日  | ★    | 4R   | 判定 | ケニー・ミリガン         | アメリカ       |                                        |
| 6            | 1993年11月15日 | ☆    | 4R   | TKO  | デビッド・メンデス       | メキシコ       |                                        |
| 7            | 1994年3月17日  | ☆    | 5R   | KO   | ポール・グリフィン       | アメリカ       |                                        |
| 8            | 1994年7月21日  | ☆    | 6R   | 判定 | ケニー・マッカラ         | アメリカ       |                                        |
| 9            | 1994年10月17日 | ☆    | 5R   | KO   | アンドレ・ショロード     | アメリカ       |                                        |
| 10           | 1994年12月20日 | ☆    | 10R  | 判定 | キース・マックレー       | アメリカ       |                                        |
| 11           | 1995年2月19日  | ☆    | 12R  | 判定 | ジョン・カイザー         | アメリカ       | NABO北米クルーザー級初代王座決定戦     |
| 12           | 1995年5月26日  | ☆    | 8R   | KO   | ゲーリー・バトラー       | 南アフリカ     |                                        |
| 13           | 1995年9月7日   | ☆    | 9R   | KO   | クリスナ・ウェインライト | アメリカ       |                                        |
| 14           | 1995年10月9日  | ☆    | 12R  | 判定 | レオナルド・アギラル     | メキシコ       | NABO王座防衛1                          |
| 15           | 1996年5月7日   | ☆    | 10R  | 判定 | ウィンピー・ハルステッド | アメリカ       |                                        |
| 16           | 1996年7月15日  | ☆    | 3R   | TKO  | トッド・マカフィー       | アメリカ       |                                        |
| 17           | 1996年10月5日  | ☆    | 3R   | KO   | ピーター・キンセラ       | オーストラリア | OPBF東洋太平洋クルーザー級王座決定戦   |
| 18           | 1996年12月7日  | ☆    | 9R   | TKO  | フセイン角海老           | パキスタン     |                                        |
| 19           | 1997年7月11日  | ☆    | 12R  | 判定 | ブライアン・ラスパダ     | アメリカ       | WBF世界クルーザー級王座決定戦          |
| 20           | 1998年3月19日  | ☆    | 10R  | 判定 | エドゥアルド・アヤラ     | メキシコ       |                                        |
| 21           | 1999年3月22日  | ☆    | 6R   | KO   | アルゲノン・デボーズ     | アメリカ       |                                        |
| 22           | 1999年6月21日  | ☆    | 5R   | KO   | ユリシズ・ブルウェア     | アメリカ       |                                        |
| 23           | 1999年7月26日  | ☆    | 2R   | TKO  | ケン・ハルシー           | アメリカ       |                                        |
| 24           | 1999年9月13日  | ☆    | 8R   | 判定 | A・J・ムーア             | アメリカ       |                                        |
| 25           | 2001年11月30日 | △    | 6R   | 判定 | ダレン・ホイットニー     | アメリカ       |                                        |
| 26           | 2002年3月29日  | ☆    | 4R   | 反則 | ミゲール・アギラ         | キューバ       |                                        |
| 27           | 2003年7月10日  | ★    | 2R   | TKO  | セシル・マッケンジー     | アメリカ       | カリフォルニア州クルーザー級王座決定戦 |
| テンプレート |                |      |      |      |                          |                |                                        |

### 総合格闘技
| 総合格闘技 戦績 | 総合格闘技 戦績 | 総合格闘技 戦績 | 総合格闘技 戦績 | 総合格闘技 戦績 | 総合格闘技 戦績 | 総合格闘技 戦績 |
| --------------- | --------------- | --------------- | --------------- | --------------- | --------------- | --------------- |
| 5 試合          | (T)KO           | 一本            | 判定            | その他          | 引き分け        | 無効試合        |
| 0 勝            | 0               | 0               | 0               | 0               | 0               | 0               |
| 5 敗            | 2               | 3               | 0               | 0               | 0               | 0               |

| 勝敗 | 対戦相手                     | 試合結果                           | 大会名                                                            | 開催年月日     |
| ×    | メルヴィン・マヌーフ         | 1R 1:49 KO（マウントパンチ）       | K-1 PREMIUM 2007 Dynamite!!                                       | 2007年12月31日 |
| ×    | フィル・バローニ             | 1R 3:20 チキンウィングアームロック | PRIDE.32 "THE REAL DEAL"                                          | 2006年10月21日 |
| ×    | エヴァンゲリスタ・サイボーグ | 1R 3:24 スリーパーホールド         | PRIDE 無差別級グランプリ 2006 決勝戦                              | 2006年9月10日  |
| ×    | 吉田秀彦                     | 1R 2:33 三角絞め                   | PRIDE 無差別級グランプリ 2006 開幕戦 【無差別級グランプリ 1回戦】 | 2006年5月5日   |
| ×    | マーク・ハント               | 3R 1:18 TKO（右ストレート）        | PRIDE.31 Dreamers                                                 | 2006年2月26日  |

### キックボクシング
| キックボクシング 戦績 | キックボクシング 戦績 | キックボクシング 戦績 | キックボクシング 戦績 | キックボクシング 戦績 | キックボクシング 戦績 | キックボクシング 戦績 |
| --------------------- | --------------------- | --------------------- | --------------------- | --------------------- | --------------------- | --------------------- |
| 4 試合                | (T)KO                 | 判定                  | その他                | 引き分け              | 無効試合              |                       |
| 1 勝                  | 1                     | 0                     | 0                     | 0                     | 0                     |                       |
| 3 敗                  | 2                     | 1                     | 0                     | 0                     | 0                     |                       |

| 勝敗 | 対戦相手         | 試合結果                                  | 大会名                                    | 開催年月日     |
| ×    | 将軍岡本         | 4R 1:39 TKO（左フック）                   | CHAKURIKI 17 しこちゅう格闘まつり         | 2022年9月24日  |
| ○    | ボブ・サップ     | 1R 2:36 KO                                | LEGEND 4                                  | 2013年11月17日 |
| ×    | レイ・セフォー   | 3R終了 判定0-3                            | Dynamite!! 〜勇気のチカラ2009〜           | 2009年12月31日 |
| ×    | ピーター・アーツ | 3R 1:24 KO（3ノックダウン：右ローキック） | K-1 WORLD GP 2009 IN TOKYO 【特別ルール】 | 2009年8月11日  |

### ボクシングエキシビション
| 戦 | 日付           | 勝敗 | 時間 | 内容 | 対戦相手   | 国籍 | 備考            |
| -- | -------------- | ---- | ---- | ---- | ---------- | ---- | --------------- |
| 1  | 2021年12月16日 | ×    | 2R   | TKO  | 但馬ミツロ | 日本 | 3150FIGHT vol.1 |

## 獲得タイトル
- 初代NABO北米クルーザー級王座（防衛1=返上）
- 第6代OPBF東洋太平洋クルーザー級王座（防衛0=返上）
- WBF世界クルーザー級王座（防衛0=返上）

### 戦績
- 西島洋介の戦績 - BoxRec（英語）
- 西島洋介の戦績 - SHERDOG（英語）
- K-1 選手データ - ウェイバックマシン（2009年7月25日アーカイブ分）
- DREAM 選手データ
- HERO'S 選手データ
- PRIDE 選手データ - Internet Archive
- バウトレビュー 選手データ